# Grand Moulin de Gdansk

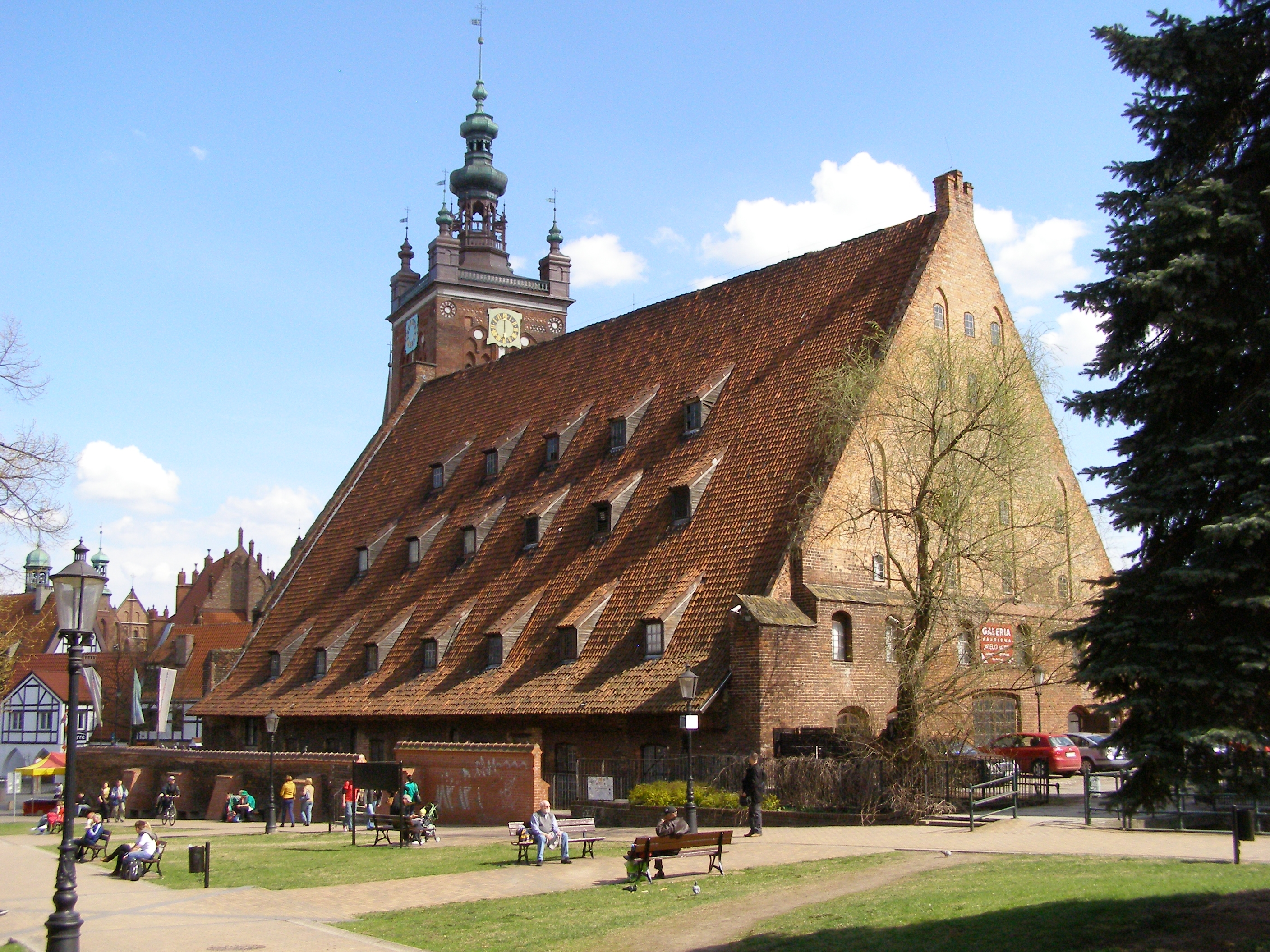
Le grand moulin

Le Grand Moulin (Wielki Młyn  en polonais) sur l'île de Radunia dans la vieille ville de Gdańsk est l'un des plus grands édifices économiques du Moyen Âge.

## Histoire
Le bâtiment en brique a été construit au XIVe siècle par l'ordre Teutonique, qui construisit également le Canal de Radunia, dont l'eau alimenta le moulin jusqu'en 1945. Le moulin était initialement entraîné par douze, puis par 18 grandes roues.
Aujourd'hui, il y a un centre commercial dans le Grand Moulin, qui avait été incendié pendant la guerre. À l'intérieur, on peut encore voir aujourd'hui quelques grosses meules.

## Liens web
- Réseau guide de voyage Gdansk